# Cryptus crassiusculus
Cryptus crassiusculus är en stekelart som först beskrevs av Maximilian Spinola 1851.  Cryptus crassiusculus ingår i släktet Cryptus och familjen brokparasitsteklar. Inga underarter finns listade i Catalogue of Life.